# Wake Me Up (singel Girls Aloud)
Wake Me Up – czwarty i ostatni singel Girls Aloud z ich drugiego studyjnego albumu What Will The Neighbours Say?. W Wielkiej Brytanii zadebiutował na #4 miejscu, w Irlandii dotarł do miejsca #6, w Polsce dotarł do miejsca #12, a w Grecji do miejsca #15. Wydany 21 lutego 2005 roku, w Wielkiej Brytanii sprzedał się w ilości 62 tysięcy egzemplarzy.

## Lista utworów
| #                 | Tytuł                                             | Długość |
| ----------------- | ------------------------------------------------- | ------- |
| UK CD single 1    |                                                   |         |
| 1.                | "Wake Me Up"                                      | 3:27    |
| 2.                | "I’ll Stand by You" [Gravitas Vocal Dub Mix Edit] | 6:26    |
| UK CD single 2    |                                                   |         |
| 1.                | "Wake Me Up"                                      | 3:27    |
| 2.                | "Wake Me Up" [Tony's Lamezmas "Love Affair"]      | 7:01    |
| 3.                | "History"                                         | 4:37    |
| 4.                | "Wake Me Up" [Video]                              | 3:27    |
| 5.                | "Wake Me Up" [Karaoke Video]                      | 3:27    |
| 6.                | "Wake Me Up" [Game]                               |         |
| UK Vinyl single 3 |                                                   |         |
| 1.                | "Wake Me Up"                                      | 3:27    |
| 2.                | "Loving Is Easy"                                  | 3:01    |
| 3.                | "Wake Me Up" [Gravitas Club Mix]                  | 5:29    |

## Pozycje na listach
| Lista (2005)         | Najwyższa pozycja |
| -------------------- | ----------------- |
| UK Singles Chart     | 4                 |
| Irish Singles Chart  | 6                 |
| Poland Singles Chart | 12                |
| Greek Singles Chart  | 15                |